# Yūji Itō
Yūji Itō (伊藤 裕二 Itō Yūji?, nacido el 20 de mayo de 1965 en Kuwana) es un exfutbolista japonés. Jugaba de guardameta y su último club fue el Shonan Bellmare de Japón.

## Trayectoria

### Clubes
| Club                 | País  | Año         |
| -------------------- | ----- | ----------- |
| Yanmar Diesel        | Japón | 1984 - 1992 |
| Nagoya Grampus Eight | Japón | 1992 - 1999 |
| Shonan Bellmare      | Japón | 2000 - 2002 |

## Palmarés

### Títulos nacionales
| Título             | Club                 | País  | Año  |
| ------------------ | -------------------- | ----- | ---- |
| Copa del Emperador | Nagoya Grampus Eight | Japón | 1995 |
| Copa del Emperador | Nagoya Grampus Eight | Japón | 1999 |